# La Peur des coups
La Peur des coups est une saynète de Georges Courteline représentée pour la première fois à Paris, au Théâtre d'Application, le 14 décembre 1894 avec Suzanne Berty (Elle) et Henry Krauss (Lui).
C'est probablement sa propre vie avec Suzanne Berty qui inspira à Courteline cette pièce en un acte. Roland Dorgelès raconte à propos du couple : « En ont-ils joué des saynètes inédites, dans la maisonnette de la rue Lepic. Au naturel, avec des assiettes qui se brisaient réellement et des biftecks trop cuits qu'on se jetait à la figure » (Quand j'étais montmartrois).
La Peur des coups est une comédie de mœurs à caractère comique ou satirique.
On remarque que Courteline utilise « LUI » et « ELLE », ce qui nous montre qu'il y a une volonté de rester général, impersonnel, mais on sait qu'ils sont mari et femme.
En 1896, Lucien Dayle et Jane Derval jouent La Peur des coups, au théâtre Pompadour où elle exécute un « déshabillé de théâtre » remarqué,.   